# Gymnoclytia dubia
Gymnoclytia dubia là một loài ruồi trong họ Tachinidae.